# Jun Suzuki (football, 1989)
Jun Suzuki (鈴木 惇, Suzuki Jun) est un footballeur japonais né le 22 avril 1989. Il évolue au poste de milieu de terrain.

## Biographie
Jun Suzuki participe à la Coupe d'Asie des nations des moins de 19 ans en 2008 avec le Japon, où il atteint le stade des quarts de finale.